# Kościół św. Andrzeja Boboli w Bukownie
Kościół świętego Andrzeja Boboli – rzymskokatolicki kościół parafialny należący do dekanatu sławkowskiego diecezji sosnowieckiej.
Jest to świątynia wzniesiona w latach 1959–1966, dzięki staraniom wiernych i księdza Bolesława Zelka. Została uroczyście poświęcona, czyli konsekrowana w dniu 23 października 1966 roku przez biskupa kieleckiego Jana Jaroszewicza.